# Lac du Fioget
Le lac du Fioget est un petit lac glaciaire de 10 hectares en forme de croissant, situé sur la commune de Chatelneuf dans le Jura, à quelques kilomètres au sud du village, à environ 800 mètres d'altitude, dans la Région des lacs du Jura français.

## Présentation géographique
Il fait partie d'un ensemble de sept lacs de même type (lac de Narlay, lac du Vernois…) qui donne un aspect caractéristique à ce secteur jurassien situé dans la zone des plateaux, au sud de Champagnole, que Charles Nodier qualifiait de « Petite Écosse ».
Ses eaux alimentent des résurgences dans la reculée de Balerne et celle de Ney.
La flore y est intéressante même si le nénuphar nain (Nuphar pumila) observé ici en 1871 semble avoir disparu depuis.

## Activités
Le lac du Fioget fait partie d'un domaine privé qui associe activités agricoles d'élevage et exploitation forestière. On trouve sur sa rive un petit hameau avec une ferme en activité et une maison de maître dans laquelle a été aménagé un gîte pour les touristes à la recherche de calme et de nature préservée. Le petit lac isolé de 10 ha est en effet entouré de forêts et de prairies.